# Gottfried Schenker

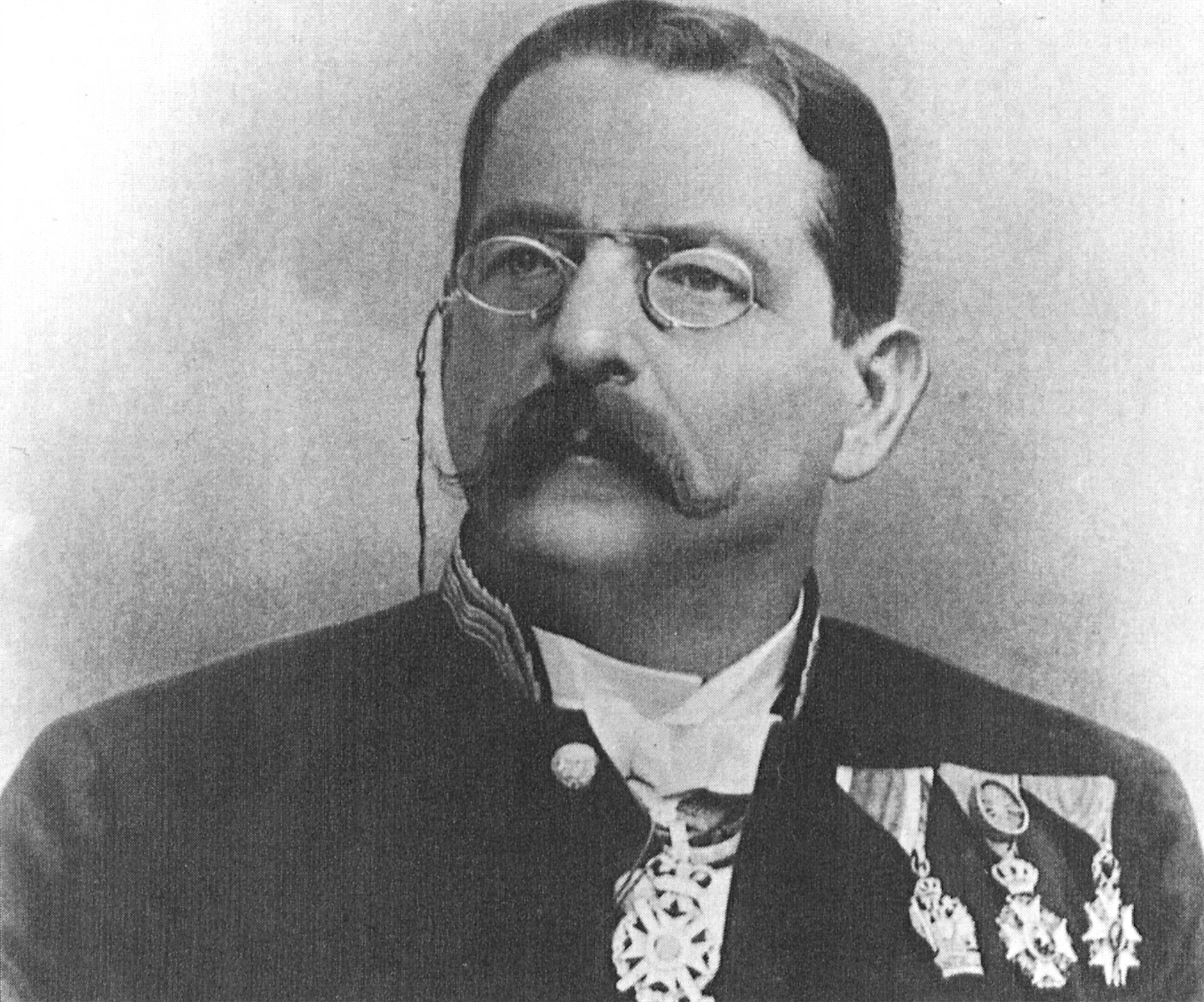
Gottfried Schenker

Urs Josef Gottfried Schenker, född den 14 februari 1842 i Däniken i kantonen Solothurn i Schweiz, död den 26 november 1901 i Wien, var grundare av transport- och logistikföretaget Schenker och den som införde styckegodssändningar inom speditionsbranschen.

## Uppväxt
Gottfried Schenker föddes i en familj, som under lång tid bestått av bönder, värdshusvärdar och hantverkare, vilka i generationer bott i byn Däniken nära Olten i den schweiziska kantonen Solothurn. År 1660 noterade byns krönika att alla familjer i Däniken, förutom en, härstammade från familjen Schenker, som flyttat dit från södra Tyskland under 1400-talet.
Föräldrarna var smeden och låssmeden Urs Josef Schenker, född 1811, och Anna Maria Hagmann, född 1812. Båda kom från Däniken. Gottfried Schenker föddes som åttonde barnet i en syskonskara på tolv, fem flickor och sju pojkar, i familjens hus den 14 februari 1842 och gavs namnet Urs Josef Gottfried. Han började, liksom sina syskon, skolan vid sex års ålder och planen var att han också skulle bli hantverkare. Han visade sig dock tidigt vara intelligent och nyfiken, varför familjen fattade ett för tiden ovanligt beslut att skicka honom till ett läroverk i staden Aarau, varifrån han tog examen 1860. Därefter planerade fadern att han skulle studera juridik vid universitetet i Heidelberg.
1861 skrev Gottfried Schenker in sig vid Ruprect-Karl universitetet i Heidelberg. Under studietiden intresserade han sig även för politik och skrev artiklar för Basler Volksfreund och andra lokala tidningar hemma. Liksom för de flesta studenterna låg en karriär inom näringslivet eller med egen advokatbyrå framför honom, men plötsligt beslöt Gottfried Schenker att avsluta sina universitetsstudier. Det är oklart när detta skedde och orsaker som angivits är att fadern blivit sjuk eller att faderns smedja gått i konkurs. Han tog enligt uppgift därefter anställning i en butik i Mainz.

## Karriär
Våren 1865 skrev Gottfried Schenker om sitt beslut: "Bort med juridik, med politik och skrivande för tidningar, bort på din egen häst". Han återvände hem och började arbeta som tjänsteman vid järnvägsbolaget Schweizerische Centralbahn i Basel med arbetsuppgifter inom dess speditionsverksamhet. Järnvägen var vid den här tiden ny och modern, vilket intresserade honom. Plötsligt och oväntad dog fadern den 18 augusti 1865 och modern avled den 14 maj 1866, vilket försatte familjen i en än svårare ekonomisk situation.
Schenkers karriärmöjligheter i järnvägsbolaget var begränsade och han tog istället anställning vid F. Braff & Eckert, som var agent för ett franskt järnvägsbolag. Han arbetade med frakttariffer, vilka var komplexa till följd av mängden olika järnvägsoperatörer. De olika tariffstandarderna hos järnvägsbolagen och rederierna utgjorde ett kommersiellt hinder, men de skapade också affärsmöjligheter. Schenker utförde ett mycket gott arbete i företaget och fick större arbetsuppgifter. När företagets avtal med det franska järnvägsbolaget upphörde 1866 ville ingen av parterna förlänga det. Gottfried Schenker föreslog att Braff & Eckert därefter skulle konkurrera ut det franska järnvägsbolaget genom att låta trafiken gå andra vägar.
I samband med världsutställningen i Paris 1867 genomförde Braff & Eckert förlustfyllda affärer, där de köpte kött i Schweiz och exporterade det till Paris, vilket bröt mot en av speditionsverksamhetens oskrivna regler. Schenker lyckades avsluta förlustverksamheten och samtidigt fick företaget agenturen från Schweizer Nordostbahn att hantera spannmålstransporter från Österrike-Ungern till Frankrike under missväxtåren 1867-1868. Företaget öppnade ett representationskontor i Wien och Gottfried Schenker anlände dit i oktober 1867. Schenker kom i konflikt med sina chefer och när han vid nyåret återkom till kontoret efter en tids sjukhusvistelse till följd av utmattning av hårt arbete, lämnade han in sin avskedsansökan.
Han befann sig i en svår ekonomisk situation, men fick snart ett erbjudande från speditionsföretaget Elkan & Co i Hamburg att ta över deras representationskontor i Wien som en agentur, vilket skedde 1868. Han skaffade sig en ny lägenhet, som utgjorde både bostad och kontor, och beslöt att bosätta sig i Wien, då han såg stora affärsmöjligheter där i den ekonomiska uppgång som Österrike-Ungern befann sig i. Transporterna gick mellan Hamburg och Österrike-Ungern och Schenker organiserade frakter i båda riktningarna - järnvägsmaterial från Västeuropa och tobak, spannmål och matvaror från dubbelmonarkin.
Under bröllopsresan 1869, som gick till Schenkers hemstad Däniken, hade det nygifta paret blivit bedragna av den kassör som Schenker betrott att se till deras lägenhet; i princip alla föremål och möbler hade sålts och en större summa av företagets pengar hade spekulerats bort på börsen, en förlust Schenker fick täcka med egna pengar. Detta ledde till att han beslöt att lämna Elkan och öppna eget.
1871 accepterade han ett förmånligt erbjudande om anställning hos den nyetablerade speditionsagenten Rappaport & Kann. Inledningsvis gick affärerna bra, men ägarna spekulerade bort pengarna på börsen och Schenker fick ingen del av vinsten. Han beslöt än en gång att starta eget. I början av 1872 gjorde han upp planerna på en oberoende kommissionsverksamhet tillsammans med en landsman vid namn Notsch. Notsch gick dock i konkurs och Schenker fick söka nya partners.

### Grundandet av Schenker & Co
I juli 1872 startade Gottfried Schenker speditionsagenturen Schenker & Co tillsammans med Moritz Karpeles och Moritz Hirsch. Grundkapitalet var 50 000 österrikiska gulden, av vilka Schenker satsade 10 000 gulden och de båda partnerna Karpeles och Hirsch 20 000 gulden var. Kontoret etablerades i Wiens första distrikt och kom att flyttas flera gånger innan det till slut förlades till Hoher Markt 12 i början av 1914, där det fortfarande ligger. Karpeles och Hirsch hade en speditionsagentur sedan åtta år, när de ingick partnerskap med Schenker. Karpeles & Hirsch kvarstod inledningsvis och  bedrev främst lokal speditionsverksamhet i Wien och inrikes handel, medan Schenker & Co bedrev internationell verksamhet. Först under 1890-talet gick de båda bolagen samman, främst till följd av att Hirsch lämnade företaget 1895.

### Införandet av styckegodssändningar
De flesta speditionsföretagen på 1870-talet ägnade sig åt inrikestransporter, medan Schenker & Co fann sin nisch med internationell godstrafik. Gottfried Schenker var den som utvecklade internationella styckegodssändningar, där mindre sändningar hämtades in och transporterades i en transportenhet, och organiserade 1873 den första konsoliderade frakten från Paris till Wien. Innehållet var bland annat champagne, konjak, vintunnor från Bordeaux och modeartiklar. Styckegodsverksamheten växte de kommande åren och säljargumenten var "snabbt", "säkert" och "billigt". Genom samtransporterna kunde speditionsagenterna få lägre frakttariffer, kunderna lägre priser och järnvägsbolagens administration minskade. Styckegodssändningar krävde dock ett omfattande nätverk av kontor och terminaler, vilket Schenker & Co etablerade tidigt.

## Privatliv
I november 1869 gifte sig Gottfried Schenker med den nio år yngre Anna Barbara Elisabetha Schultz (kallad Betty), född den 10 april 1851 i Mainz. Efter bröllopsresan, som gick till släktingar i Schweiz och sedan till Paris, flyttade de in i en lägenhet på Favoritstrasse 9 i Wiens fjärde distrikt, vilken även utgjorde kontor. Hans fru blev också hans sekreterare.
Troligtvis fick hustrun missfall 1870 och sonen Eduard föddes den 12 augusti 1872. Äktenskapet var inte särskilt lyckligt; de var olika personligheter och Schenker var arbetsnarkoman, ständigt på resande fot och han beskrev sig själv som "...en riktig slav till min affärsverksamhet...". Förhållandet med frun karaktäriserades av såväl medlidande som likgiltighet. Efter hand kom Schenker att bo i lägenheten, medan frun drog sig tillbaka till familjens hem i Weidlingau. 1887 köpte han en större egendom med två stora villor i stadsdelen Döbling som present till hustrun, men besökte sällan stället själv. Betty Schenker var delvis förlamad och blev efter hand helt rullstolsburen. Hustrun dog några år efter sin man, men dödsdatumet är osäkert. Hon ligger inte begravd i Schenkers familjegrav, utan på kyrkogården Währinger.
Sonen Eduard Schenker delade inte faderns affärsintresse, utan var mer intresserad av konst och framför allt musik och han komponerade ett antal mindre stycken. Sonen hade svårt att leva upp till faderns förväntningar och det uppstod en konflikt emellan dem. Den 27 november 1892 begick Eduard Schenker självmord genom att skjuta sig själv, vilket chockade Gottfried Schenker djupt.
År 1893 föddes den utomäktenskaplige sonen Leopold Reich, som växte upp på Institut Grunau nära Bern. Gottfried Schenker betalade för sonens uppväxt och avsatte 1901 en fond, som vid sonens myndighet skulle användas för att köpa eller grunda ett företag. Vad som senare hände sonen är okänt.

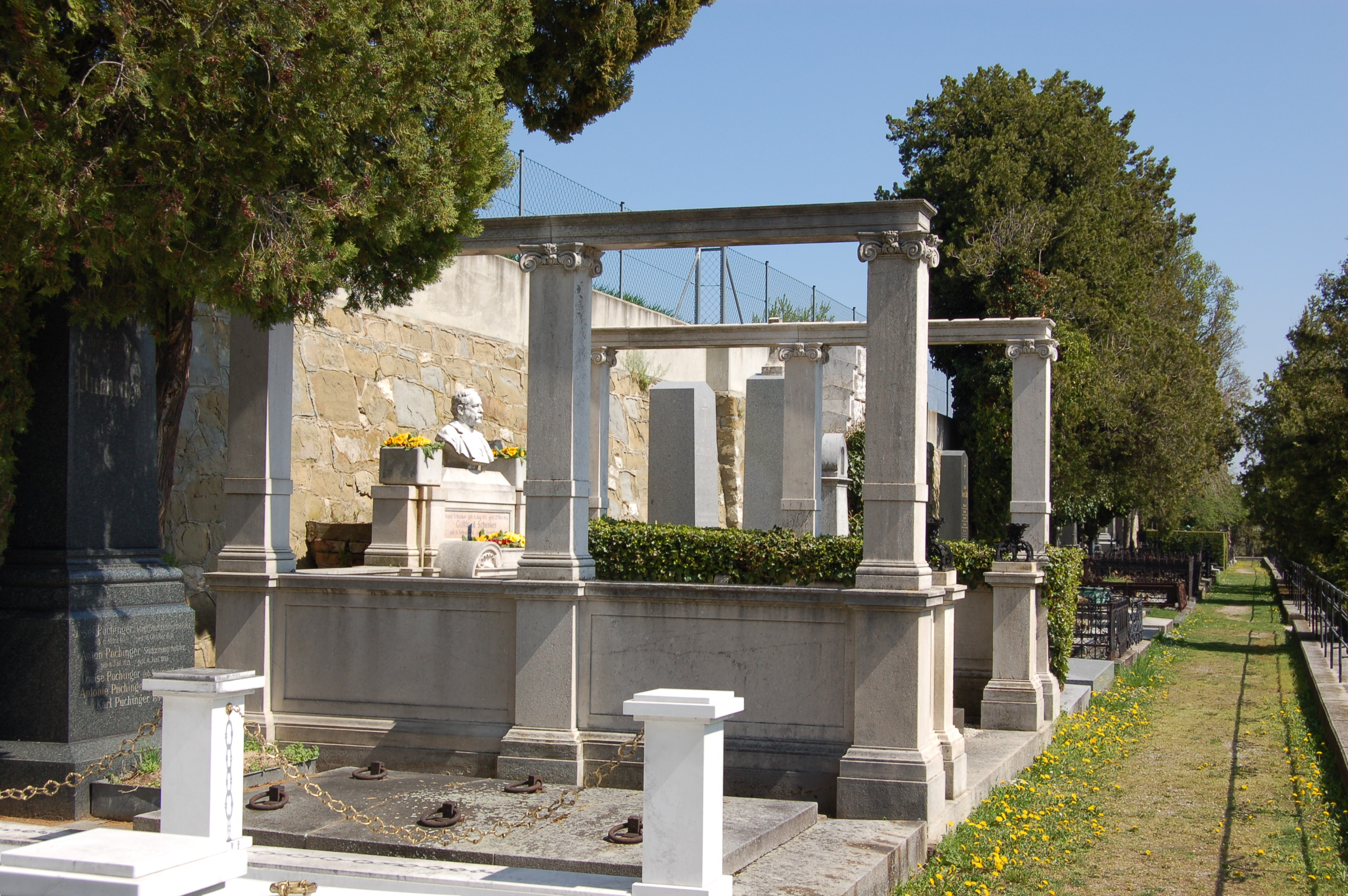
Schenkers familjegrav på kyrkogården Heiligenstädter Friedhof.

Efter sonen Eduards död stod Schenker utan arvinge. En sedan länge god vän med familjen Schenker, juris doktor August Angerer, gifte sig 1894 med Betty Schenkers brorsdotter Gerty Schulz och adopterades två år senare av Gottfried Schenker och fick därmed namnet Schenker-Angerer. Gottfried Schenker förklarade i sitt testamente att syftet var att säkra företagets fortlevnad.
Gottfried Schenker var schweizisk medborgare fram till 1896, då han fick österrikiskt medborgarskap.
Efter en tids sjukdom, under vilken Gottfried Schenker invalidiserades av förlamning, svårigheter att tala och slutligen demens, avled han den 26 november 1901 i sin lägenhet på Bartensteingasse 2 i Wien. Begravningen hölls den 28 november i Votivkirche och Gottfried Schenker begravdes i familjegraven på kyrkogården Heiligenstädter Friedhof.

### Fotnoter
1. ↑  Matis & Stiefel: s. 13
2. ↑  Matis & Stiefel: s. 14-15
3. ↑  Matis & Stiefel: s. 15-16
4. ↑  Matis & Stiefel: s. 16-17
5. ↑  Matis & Stiefel: s. 18-19
6. ↑  Matis & Stiefel: s. 19-21
7. ↑  Matis & Stiefel: s. 22-23, 25
8. ↑  Matis & Stiefel: s. 26
9. ↑  Matis & Stiefel: s. 28
10. ↑  Matis & Stiefel: s. 30-32
11. ↑  Matis & Stiefel: s. 33-37
12. ↑  Matis & Stiefel: s. 44-46
13. 1 2  Matis & Stiefel: s. 85
14. 1 2  Matis & Stiefel: s. 86
15. 1 2  Matis & Stiefel: s. 89
16. ↑  Matis & Stiefel: s. 89-91
17. ↑  Matis & Stiefel: s. 92